# Nash 880 e 980
La 880 (Eight-Eighty) è stata un'autovettura prodotta dalla Nash Motors nel 1931. Nel model year 1932 fu rinominata Nash 980 (Nine-Eighty). Quest'ultima uscì poi di produzione nell'anno stesso.

## Storia
Il telaio aveva un passo di 3.073 mm.
Il modello aveva installato un motore a otto cilindri in linea e valvole in testa da 3.933 cm³ di cilindrata avente un alesaggio di 76,2 mm e una corsa di 108 mm, che erogava 88,5 CV di potenza. La frizione era monodisco a secco, mentre il cambio era a tre rapporti. La trazione era posteriore. I freni erano meccanici sulle quattro ruote. La meccanica derivava da quella del modello antenato.
La 880/980 era offerta in versione berlina quattro porte, coupé due porte e cabriolet due porte.
La vettura fu rinominata 980 il 1º giugno 1931 senza modifiche sostanziali. Venne solo lievemente aggiornata la linea. Nell'occasione, la potenza del motore crebbe a 94 CV. La 980 fu sostituita il 1º marzo 1932 dalla Special Eight.